# Dar Jamaa
Dar Jamaa (franska: Dar Jamaa (CR), Dar Jamaa (Commune Rurale), arabiska: ازكور) är en kommun i Marocko.   Den ligger i provinsen Al Haouz och regionen Marrakech-Safi, i den centrala delen av landet, 300 km söder om huvudstaden Rabat. Antalet invånare är 5 762.